# Hot carriers injection
In elettronica, hot carriers injection, spesso abbreviato con l'acronimo HCI, è il fenomeno tramite il quale nei dispositivi elettronici a semiconduttore o a stato solido gli elettroni e le lacune acquistano sufficiente energia cinetica per oltrepassare la barriera di potenziale che si instaura nell'interfaccia tra due materiali. 

## HCI nei dispositivi a semiconduttore
La tecnica HCI è solitamente riferita ai transistor MOSFET, dove i portatori di carica sono iniettati dal canale del MOS in silicio al terminale di gate, attraversando il biossido di silicio SiO2.
Per entrare nella banda di conduzione del biossido di silicio l'elettrone deve avere un'energia cinetica pari a 3.3 eV, una lacuna 4.6 eV.
Durante l'attraversamento del canale l'energia posseduta dai portatori di carica è persa attraverso la collisione con gli atomi, generando portatori "freddi" e coppie elettrone-lacuna. Può succedere anche che il portatore di carica rompa il legame Si-H, rilasciando un atomo di idrogeno nel substrato. Questi eventi modificano la tensione di soglia del dispositivo, producendo una corrente minore e un degrado del circuito integrato.

### HCI nelle memorie flash
La tecnica HCI è utilizzata nella fase di programmazione delle memorie NOR flash, costituite da transistor MOSFET detti Floating Gate MOSFET, caratterizzati dall'avere due terminali di gate anziché uno soltanto. Uno è il solito CG (Control Gate) mentre l'altro viene chiamato Floating Gate (FG), che risulta essere completamente isolato da uno strato di ossido. Il floating gate si trova tra il CG e il substrato. Le NOR flash vengono programmate attraverso l'hot-electron injection: viene applicata una tensione sul CG, la quale avvia un flusso di elettroni che, percorrendo il canale creatosi dall'accensione del transistor, passano dal source al drain. Gli elettroni con energia più elevata attraversano lo strato di ossido che separa il canale dal FG e venendone intrappolati all'interno.